# Mesoleuca casta
Mesoleuca casta là một loài bướm đêm trong họ Geometridae.